# Geschlechtsneutrale Pronomen
Für die deutsche Sprache gibt es einige Vorschläge zu geschlechtsneutralen Personalpronomen. Durch sie soll vor allem queeren Menschen die Möglichkeit gegeben werden, ihre Geschlechtsidentität auch durch die Wahl ihrer Pronomen angemessen ausdrücken zu können. Eines der ersten geschlechtsneutralen Pronomen ist xier, welches bereits seit 2012 existiert und von Illi Anna Heger entwickelt wurde. Ein weiteres Beispiel ist das Pronomen en, welches von dem Verein für Geschlechtsneutrales Deutsch vorgeschlagen wird, oder das Pronomen they, welches aus dem Englischen stammt und ebenfalls Einzug in die deutsche Sprache gefunden hat, häufig in der eingedeutschten Form dey.
Inzwischen existieren für das Gendern verschiedene Varianten. Bekannt sind beispielsweise die Paarform (z. B. Mitarbeiterinnen und Mitarbeiter), das Gendersternchen (z. B. Mitarbeiter*innen) oder der Versuch einer vollständig neutralen Bezeichnung (z. B. Mitarbeitende). Sobald es jedoch um die Verwendung von Pronomen geht, stoßen die bisherigen Vorschläge und Regelungen an ihre Grenzen. Nach bisherigen offiziellen Regelungen bleibt nur das sie und / oder er. Einige nichtbinäre Personen bitten daher auch darum, in Bezug auf sie sämtliche Personalpronomen zu vermeiden und stattdessen nur ihren Vornamen zu nutzen, wenn über sie gesprochen wird.

## Ziel
Personalpronomen bieten eine Alternative zum Vornamen einer Person, wenn auf diese Bezug genommen wird. Dabei transportieren Personalpronomen immer auch Informationen über die (angenommene) Geschlechtsidentität einer Person. Während sie mit Frauen assoziiert wird, wird auf Männer in der Regel mithilfe von er Bezug genommen. Im Englischen wird darüber hinaus das singulare they genutzt, um auf Personen zu referieren, deren Geschlecht unbekannt oder im gegebenen Kontext irrelevant ist. Im Deutschen gibt es bisher keine etablierte Entsprechung zum singularen they.
Personalpronomen sind ein Weg, die eigene Identität zu artikulieren. Menschen signalisieren so anderen, wie über sie gesprochen werden soll. Es gibt allerdings Personen, die mit der binären Unterteilung in sie und er Probleme haben. Nichtbinäre Personen halten häufig keines der beiden Personalpronomen für eine adäquate Bezeichnung für sich selbst, da sie sich weder als Frauen noch als Männer identifizieren. Wenn in Bezug auf trans Personen die Pronomen genutzt werden, die z. B. noch mit dem Deadname verknüpft sind, kann das bei diesen zu großer Unsicherheit führen. Besonders absichtliches Misgendern stellt eine Abwertung der betroffenen Personen dar, die deren Identität verleugnet.
Geschlechtsneutrale Pronomen sind dementsprechend dazu gedacht, Geschlechtsidentitäten jenseits der binären Geschlechterordnung sichtbar zu machen und queeren Personen die Möglichkeit zu bieten, ihrer Identität angemessen Ausdruck zu verleihen.

## Verwendung und Grammatik
Neutrale Personalpronomen können nach Ansicht der Befürworter verwendet werden:
- um über eine unspezifische Person beliebigen Geschlechts zu sprechen
- wenn es um eine spezifische Person geht, deren Geschlecht bzw. Pronomen der Person unbekannt ist
- wenn über eine Person gesprochen wird, deren Geschlecht im Kontext irrelevant ist oder geheim gehalten werden soll
- bei Übersetzungen ins Deutsche, z. B. wenn ein Artikel über eine Person geschrieben wird, die in ihrer Landessprache ein geschlechtsneutrales Pronomen verwendet
- um über Personen zu reden, die nichtbinär sind

Im binären System handelt es sich bei den Formen sie und er um die Nominativformen. Die Possessivpronomen ihr oder sein drücken einen Besitz aus, während die Dativpronomen ihr/ihm und die Akkusativpronomen sie/ihn die Zusammenhänge im Satz darstellen.
Auch für geschlechtsneutrale Pronomen gibt es Vorschläge zur Deklination. Das Pronomen xier kann zu den Personalpronomen xier/xieser/xiem/xien (Nominativ, Genitiv, Dativ, Akkusativ), die Artikel bzw. Relativpronomen dier/dies/diem/dien und die Possessivpronomen (z. B. xiese, xieser, xieser, xiese für ein Objekt im grammatikalischen Femininum) eingeteilt werden.
Das Pronomen en wiederum kann in en als Nominativ, ens als Possessivpronomen, em als Dativform und en als Akkusativform eingeteilt werden, während das Pronomen they mit they/their/them/them dekliniert wird.

## USA
Das US-Wörterbuch Merriam-Webster’s Dictionary enthält seit September 2019 eine eigene Bedeutung für das Fürwort they:
„verwendet, um auf eine einzelne Person zu referieren, deren Geschlechtsidentität nicht-binär ist (siehe nonbinary Bedeutung C)“
„used to refer to a single person whose gender identity is nonbinary (see nonbinary sense c)“
Ende 2015 hatte die große US-Tageszeitung The Washington Post das Pronomen in seiner Bedeutung für nicht-binäre Personen seinem Wortschatz beigefügt. Im März 2017 folgte die Nachrichten- und Presseagentur Associated Press (AP) und nahm die nicht-binäre Verwendung von they in ihr AP Stylebook auf. Im selben Jahr erschien eine erste Studie zur Verwendung geschlechtsneutraler Pronomen – bis dahin kamen sie in akademischen Texten kaum vor.
Der einflussreiche US-Styleguide Chicago Manual of Style erlaubt das singulare they in seiner 17. Auflage 2018 im mündlichen sowie im informellen schriftlichen Sprachgebrauch; für den förmlichen schriftlichen Gebrauch wird es nur in Bezug auf individuelle Personen erlaubt, die sich mit den geschlechtlichen Fürwörtern he („er“) oder she („sie“) nicht identifizieren. Auch das Oxford English Dictionary führt die nicht-binäre Bedeutung von they.
Im März 2019 kam eine dreiteilige Sprachstudie zu dem Ergebnis, dass die Verwendung neutraler Fürwörter die Akzeptanz von Frauen in öffentlichen Positionen und der LGBTIAQ+-Gemeinschaft erhöht. Ende 2019 wählte die nordamerikanische Gelehrtengesellschaft American Dialect Society das Pronomen they zum Wort des Jahrzehnts; ihr Wort des Jahres war (my) pronouns („[meine] Pronomina“). Erklärt wurden beide Kürzungen damit, dass sich Pronomina als grundlegender Teil von Sprache auch zu einer Anzeige sozialer Trends entwickelt hätten. Bereits 2015 hatte die Gesellschaft they zum Wort des Jahres gewählt.
Seit Januar 2021 bietet die Website der US-Bundesregierung in Kontaktformularen eine Pronomen-Liste zur Selbstbezeichnung, die auch they/them enthält.
Die Businesskontakt-Plattform LinkedIn führt im Juni 2021 die Auswahl und Anzeige von persönlichen Pronomen ein: she/her („sie/ihr“), he/him („er/ihn“) und das nichtbinäre they/them; auf deutschsprachigen Seiten gendert LinkedIn seit September 2020 mit Gender-Doppelpunkt.
Ein früher Vorschlag für geschlechtsneutrale Pronomen steht im Vorwort des Handbuchs The Joy of TeX von Michael Spivak. Er benennt dort die „Spivak-Pronomen“ E, Em, Eir, Eirs, Emself.

## Deutschland
2018 stellte der Rat für deutsche Rechtschreibung (RdR) in einem Bericht zur „geschlechtergerechten Schreibung“ fest, „dass der gesellschaftliche Diskurs über die Frage, wie neben männlich und weiblich ein drittes Geschlecht oder weitere Geschlechter angemessen bezeichnet werden können, sehr kontrovers verläuft. Dennoch ist das Recht der Menschen, die sich weder dem männlichen noch dem weiblichen Geschlecht zugehörig fühlen, auf angemessene sprachliche Bezeichnung ein Anliegen, das sich auch in der geschriebenen Sprache abbilden soll.“
Der Rat untersuche und beobachte weiterhin die verschiedenen Schreibweisen und Ausdrucksmittel wie Gendersternchen, Unterstrich (Gender-Gap) oder den Zusatz (m, w, d), wobei „d“ für die dritte Geschlechtsoption „divers“ steht. Die Frage nach geschlechtsneutralen Pronomen kam dabei aber nicht auf. Im März 2021 bekräftigte der Rat „seine Auffassung, dass allen Menschen mit geschlechtergerechter Sprache begegnet werden soll und sie sensibel angesprochen werden sollen. Dies ist allerdings eine gesellschaftliche und gesellschaftspolitische Aufgabe, die nicht allein mit orthografischen Regeln und Änderungen der Rechtschreibung gelöst werden kann.“ Die Aufnahme von Genderzeichen „oder anderen verkürzten Formen zur Kennzeichnung mehrgeschlechtlicher Bezeichnungen im Wortinnern in das amtliche Regelwerk der deutschen Rechtschreibung [werden] zu diesem Zeitpunkt nicht empfohlen. […] Der Rat für deutsche Rechtschreibung wird die weitere Schreibentwicklung beobachten.“
2019 und in aktualisierter Form 2023 schrieb das Ministerium für Familie, Frauen, Kultur und Integration Rheinland-Pfalz in seiner Handreichung „Geschlechtergerechte Sprache“, dass unter „transidenten und intergeschlechtlichen Menschen“ Pronomen zur Eigenbezeichnung diskutiert würden, und nennt das englische they sowie die neugeprägte deutsche Singularform sier (als Zusammenziehung von sie und er). Das Ministerium empfahl, sofern möglich bei der Anrede oder bei Anschreiben nur den Vor- und Familiennamen zu verwenden und Herr oder Frau wegzulassen. Dies entspricht auch den Empfehlungen der Antidiskriminierungsstelle des Bundes. Das Fürwort sier benutzt beispielsweise Planningtorock, eine musikalisch und performerisch in Berlin tätige Person. In den Übersetzungen der preisgekrönten Wayfarer-Trilogie der Science-Fiction-Autorin Becky Chambers werden nicht-binäre Charaktere mit dem zusammengesetzten Pronomen ser beschrieben.
Der Verein für geschlechtsneutrales Deutsch e. V. empfiehlt seit Ende 2022 das geschlechtsneutrale Pronomen en (dekliniert als en/ens/em/en), das Teil eines umfassenden Formensystems namens „Inklusivum“ ist, welches neben diesem Pronomen auch geschlechtsneutrale Artikel, Adjektive und Substantive umfasst. Gleichzeitig unterstützt der Verein explizit das Prinzip, dass sich jede Person ihr eigenes Pronomen aussuchen darf, weist dabei aber auch auf die Vorteile hin, die ein etabliertes allgemeines geschlechtsneutrales Pronomen für verschiedene Verwendungskontexte bringen würde. Das Pronomen en, welches 2018 auf einem LGBTIQA+-Kongress in St. Pölten entwickelt wurde und eine Mischung aus es, er und dem schwedischen geschlechtsneutralen Pronomen hen sein soll, setzte sich in einem mehrstufigen kollektiven Entscheidungsprozess durch, das von dem Verein angeleitet wurde, und bei dem unter anderem nichtbinäre Personen intensiv eingebunden waren. So qualifizierte sich die Grundform en zusammen mit den alternativen Formen dey, hen, em und sier bei einer öffentlichen Umfrage Anfang 2021 mit 500 Teilnehmenden, setzte sich dann unter Beachtung der möglichen Deklination gemeinsam mit hen im Februar und März 2022 in internen Umfragen mit 29 bzw. 31 Teilnehmenden gegenüber den anderen Optionen durch, bevor sie in einer öffentlichen Umfrage im Oktober 2022 mit 899 Teilnehmenden letztlich als bevorzugte Form gewählt wurde.

## Verwendung in der Literatur
Inzwischen haben diverse neu erfundene geschlechtsneutrale Pronomen Einzug in die deutschsprachige Literatur gefunden.
- Das Pronomen xier im Buch Blind von Annette Juretzki[19]
- Das Pronomen xier in Ace in Space von Judith C. Vogt und Christian Vogt
- Das Pronomen raa in PX39-61 – Eine andere Welt von Evelyn Marker
- Das Pronomen xier in Humbug über Xenosol von Tino Falke
- Die Pronomen sier, hen, dey und xier in Dies ist mein letztes Lied von Lena Richter
- Das Pronomen they/them im Original und sier/sien in der deutschen Fassung in Mädchen, Frau etc. von Bernardine Evaristo
- Das Pronomen dey in Wie Wellen im Sturm von Alicia Zett
- Die Pronomen they/them und zhe/zher im Original, beide übersetzt mit xier in der deutschen Fassung in den Star Wars Romanen Hoffnung der Königin, Die Hohe Republik - Kampf um Valo, Die Hohe Republik - Mitternachtshorizont, Die Hohe Republik - Mission ins Verderben und Hunters - Kampf um die Arena[20]
- Das Pronomen they/them im Original, übersetzt mit xier in der deutschen Fassung in den Star Wars Comics Die Hohe Republik - Ende der Jedi, Doktor Aphra - Crimson Reign - Ewigkeit
- Das Pronomen they/them im Original, übersetzt mit xier in der deutschen Fassung in der Disney-Serie Willkommen im Haus der Eulen, für den Charakter Raine Whispers
- Das Pronomen dey/dem in der übersetzten Fassung von "Auf allen Vieren" von Miranda July

## Aktionstage
- Oktober, dritter Mittwoch (19. Oktober 2022):
Internationaler Tag der Pronomen (International Pronouns Day), 2018 ins Leben gerufen von einer Initiative, um den Respekt und das Teilen von persönlichen Pronomen (Fürwörtern) sowie die allgemeine Bildung dazu zu verstärken.[21][22][23]

## Belege
1. 1 2  Pronomen. Nichtbinär-Wiki, abgerufen am 11. Mai 2025.
2. 1 2 3  Pronomen. Verein für Geschlechtsneutrales Deutsch e.V., abgerufen am 11. Mai 2025.
3. ↑  Helene Seltzer Krauthamer: The Great Pronoun Shift. The Big Impact of Little Parts of Speech. Routledge, New York / London 2021, ISBN 978-0-367-21007-6, S. 92 ff. (englisch).
4. ↑  Brigitte Theißl: Misgendern: Falsch zugeordnet – und abgewertet. In: Der Standard. 20. August 2024, abgerufen am 11. Mai 2025.
5. ↑  Kristina Howansky, Natalie Wittlin, Darla Bonagura, Shana Cole: Him, her, them, or none: misgendering and degendering of transgender individuals. In: Psychology & Sexuality. Band 13, Nr. 4, 2021, S. 1026–1040, hier S. 1037, doi:10.1080/19419899.2021.1978529 (englisch).
6. ↑  Laurel Wamsley: A Guide To Gender Identity Terms. In: npr.org. 2. Juni 2021, abgerufen am 11. Mai 2025 (englisch).
7. ↑  Empfehlungen zur „geschlechtergerechten Schreibung“. Beschluss des Rats für deutsche Rechtschreibung vom 16. November 2018. Rat für deutsche Rechtschreibung, abgerufen am 11. Mai 2025.
8. ↑  Geschlechtergerechte Schreibung: Empfehlungen vom 26.03.2021. (PDF) Rat für deutsche Rechtschreibung, 26. März 2021, abgerufen am 11. Mai 2025.
9. ↑  Handreichung „Geschlechtergerechte Sprache“. (PDF) Ministerium für Familie, Frauen, Integration und Verbraucherschutz Rheinland-Pfalz Referat Gleichgeschlechtliche Lebensweisen und Geschlechtsidentität, 2019, archiviert vom Original (nicht mehr online verfügbar) am 29. Juni 2019; abgerufen am 13. Mai 2025.
10. ↑  Handreichung „Geschlechtergerechte Sprache“. (PDF) Ministerium für Familie, Frauen, Integration und Verbraucherschutz Rheinland-Pfalz Referat Gleichgeschlechtliche Lebensweisen und Geschlechtsidentität, Juli 2023, abgerufen am 13. Mai 2025.
11. ↑  ÜberzeuGENDERe Sprache. Leitfaden für eine Geschlechtersensible Sprache. (PDF) Antidiskriminierungsstelle des Bundes, Juni 2021, S. 17, abgerufen am 13. Mai 2025.
12. ↑  Kurzübersicht über das Inklusivum. Verein für geschlechtsneutrales Deutsch e. V., 2025, abgerufen am 12. Mai 2025.
13. ↑  Pronomen. Verein für geschlechtsneutrales Deutsch e. V., 2025, abgerufen am 12. Mai 2025.
14. ↑  Er, sie, they, hen: Wie wollen Trans- und Interpersonen bezeichnet werden? In: Der Standard. 26. November 2019, abgerufen am 13. Mai 2025.
15. ↑  Ergebnisse der Umfrage zu geschlechtsneutralem Deutsch. Verein für geschlechtsneutrales Deutsch e. V., 2021, abgerufen am 12. Mai 2025.
16. ↑  Ergebnisse der Umfrage zu Pronomen und Possessivformen (Februar 2022). Verein für geschlechtsneutrales Deutsch e. V., 2022, abgerufen am 12. Mai 2025.
17. ↑  Ergebnisse der Umfrage zu Pronomensystemen (März 2022). Verein für geschlechtsneutrales Deutsch e. V., 2022, abgerufen am 12. Mai 2025.
18. ↑  Ergebnisse der zweiten öffentlichen Umfrage zu geschlechtsneutralem Deutsch. Verein für geschlechtsneutrales Deutsch e. V., 2022, abgerufen am 12. Mai 2025.
19. ↑  Anna Hegert: DiverserLesen230703. In: annaheger.de. 3. Juli 2023, abgerufen am 4. Oktober 2023.
20. ↑  Illi Anna Heger: Pronomentexte. In: annaheger.de. Abgerufen am 18. Oktober 2023.
21. ↑  Common Questions: What is International Pronouns Day? In: pronounsday.org. Abgerufen am 19. Juli 2022 (englisch).
22. ↑  Neil McDonald: Happy International Pronouns Day! There’s a lot of discussion in the media and online recently about the use of gender pronouns. In: stonewall.org.uk. 21. Oktober 2020, abgerufen am 19. Juli 2022 (englisch).
23. ↑  Dennis Baron: International Pronouns Day. In: blogs.illinois.edu. 9. Oktober 2018, abgerufen am 19. Juli 2022 (englisch).